# رافائل رومرو مارچنت
رافائل رومرو مارچنت (اسپانیایی: Rafael Romero Marchent‎؛ زادهٔ ۳ مه ۱۹۲۶ – درگذشته ۱۳ فوریه ۲۰۲۰) یک کارگردان فیلم، فیلم‌نامه‌نویس و تهیه‌کننده فیلم اهل اسپانیا بود.
از فیلم‌ها یا برنامه‌های تلویزیونی که وی در آن نقش داشته‌است می‌توان به انتقام زورو، زورو، انتقام‌جو، دن کیشوت، یک گلوله کافی است و میهمانی ادامه دارد اشاره کرد.